# All Shook Up
All Shook Up – piosenka, singel Elvisa Presleya z 1957 r. Utwór zajął 352. miejsce na liście 500 utworów wszech czasów magazynu Rolling Stone.

## Notowania
13 kwietnia 1957 utwór zdobył 1. miejsce na liście U.S. Pop chart i utrzymał się na tej pozycji przez osiem tygodni.